# 김마스타
김마스타(1977년 ~)는 대한민국의 가수다. 2004년 선글라스 1집 앨범 [CHEAP SUNGLASS]로 데뷔했다.

## 학력
- 계명대학교 심리학 학사

## 방송
- 포커스 : Folk Us (2020) - Top41(30위)
- 싱어게인3 (2023) - Top43 그는 1라운드에서 부산에 가면을 부르고 all 어게인을 받았다. 하지만 2라운드에서 16호(호림) 가수와 박미경-화요일에 비가 내리면을 부르고 3:5로 아쉽게 탈락했다. 그의 노래 실력은 엄청나다. 그 이후로 유튜브 댓글에도 그를 왜 탈락시켰냐, 빡빡이라고 둘이 붙여서 탈락시켰다, 등 여러 의견이 올라왔다.

## 라디오
- 경기방송 오후의 데이트
- 최화정의 파워타임

## 공연
- 대학로 Acoustic Festival (2016)
- 2016 서울 소울 페스티벌 (2016)
- 신촌블루스 & 김마스타의 잔다리쇼 (2017)